# Edema Fuludu
Edema Godmin Fuludu (ur. 8 maja 1970 w Burutu) – nigeryjski piłkarz grający na pozycji pomocnika. W swojej karierze rozegrał 8 meczów i strzelił 1 gola w reprezentacji Nigerii.

## Kariera klubowa
Swoją karierę piłkarską Fuludu rozpoczął w klubie New Nigerian Bank FC. W 1987 roku zadebiutował w jego barwach w pierwszej lidze nigeryjskiej. W latach 1990–1991 grał w BCC Lions FC, a w 1992 roku był zawodnikiem Julius Berger FC. W 1993 roku wrócił do BCC Lions. Grał w nim przez dwa lata. W 1994 roku wywalczył z nim mistrzostwo Nigerii, a w latach 1993 i 1994 zdobył Puchar Nigerii.
W 1994 roku Fuludu przeszedł do tureckiego Altay SK. Swój debiut w nim zaliczył 18 grudnia 1994 w wygranym 3:2 domowym meczu z Adaną Demirspor. W zespole Altay grał przez trzy sezony, do 1997 roku.
Latem 1997 Fuludu wrócił do Nigerii i do 1998, czyli do końca kariery, grał w Julius Berger FC.

## Kariera reprezentacyjna
W reprezentacji Nigerii Fuludu zadebiutował 13 stycznia 1991 roku w zremisowanym 1:1 meczu kwalifikacji do Pucharu Narodów Afryki 1992 z Burkiną Faso, rozegranym w Wagadugu. W 1994 roku został powołany do kadry na Puchar Narodów Afryki 1994. Na tym turnieju nie wystąpił w żadnym meczu, a z Nigerią wywalczył mistrzostwo Afryki. Od 1991 do 1995 rozegrał w kadrze narodowej 8 meczów i strzelił 1 gola.